# 21431 Amberhess
21431 Amberhess è un asteroide della fascia principale. Scoperto nel 1998, presenta un'orbita caratterizzata da un semiasse maggiore pari a 2,3404416 UA e da un'eccentricità di 0,1112893, inclinata di 6,20180° rispetto all'eclittica.